# Coleocoma centaurea
 Coleocoma centaurea   F.Muell., 1857 è una specie di piante angiosperme dicotiledoni della famiglia delle Asteraceae, sottofamiglia Asteroideae, tribù Inuleae e sottotribù Plucheinae.  Coleocoma centaurea  è anche l'unica specie del genere  Coleocoma   F.Muell., 1857.

## Etimologia
Il nome scientifico della specie è stato definito dal botanico Ferdinand Jacob Heinrich von Mueller (1825-1896) nella pubblicazione " Hooker's Journal of Botany and Kew Garden Miscellany. London" ( Hooker's J. Bot. Kew Gard. Misc. 9: 19) del 1857. Il nome scientifico del genere è stato definito nella stessa pubblicazione.

## Descrizione
Portamento. La specie di questa voce è un'erba dal portamento rigido.
Fusto. La parte sotterranea del fusto consiste prevalentemente in rizomi allungati. La parte aerea del fusto in genere è sprovvista di condotti di resina. Generalmente il floema è privo di strati fibrosi; inoltre sono assenti i tessuti latticiferi.
Foglie. Le foglie lungo il caule sono disposte in modo alternato. La lamina è semplice, dentata e glabra.
Infiorescenza. Le infiorescenze sono formate da capolini eterogami, solitari, sessili con forme ovoidi. I capolini sono di tipo disciforme. I capolini sono formati da un involucro composto da brattee disposte in modo embricato al cui interno un ricettacolo fa da base ai fiori ligulati periferici o fiori del raggio (qui assenti) e ai fiori tubulosi quelli centrali o del disco. L'involucro è ampiamente ovato e ottuso. Le brattee sono disposte generalmente su più righe; hanno consistenza erbacea o cartilaginea, ma senza margini ialini; gli stereomi non sono divisi. Il ricettacolo è sprovvisto di pagliette (a protezione della base dei fiori).
Fiori.  I fiori sono tetra-ciclici (formati cioè da 4 verticilli: calice – corolla – androceo – gineceo) e pentameri (calice e corolla formati da 5 elementi). Si distinguono in:
- fiori del raggio (esterni): sono assenti;
- fiori del disco (centrali): sono numerosi con forme brevemente tubulose (attinomorfe); quelli più esterni sono femminili, quelli interni sono funzionalmente maschili.

- Formula fiorale:

*/x K {\displaystyle \infty }, [C (5), A (5)], G 2 (infero), achenio
- Calice: i sepali del calice sono ridotti ad una coroncina di squame.
- Corolla: (solo fiori del disco) la forma è filiforme per i fiori più esterni e tubulare divaricata in 4-5 brevi lobi per quelli interni.
- Androceo: l'androceo è formato da 5 stami sorretti da filamenti generalmente liberi; gli stami sono connati e formano un manicotto circondante lo stilo; le teche (produttrici del polline) sono troncate e non sono speronate. La base delle antere può essere lunga o corta con code ramificate. Il tessuto dell'endotecio è a forma radiata. Le cellule del collare dei filamenti sono piatte o di tipo mammelloso.
- Gineceo: il gineceo ha un ovario uniloculare infero formato da due carpelli.[4] Lo stilo è unico indiviso. Gli stigmi sono provvisti di peli ottusi che terminano ben al di sotto della biforcazione. Le superfici stigmatiche confluiscono all'apice, mentre alla base sono separate in due distinte linee (lignee stigmatiche marginali[6]). Il polline è spinuloso.

Frutti.  I frutti sono degli acheni con pappo. Gli acheni hanno delle forme quadrangolari con alcune coste longitudinali. Il pappo è formato da scaglie simili a setole che sottendono la base della corolla.

## Biologia
Impollinazione: l'impollinazione avviene tramite insetti (impollinazione entomogama tramite farfalle diurne e notturne).

Riproduzione: la fecondazione avviene fondamentalmente tramite l'impollinazione dei fiori (vedi sopra).

Dispersione: i semi (gli acheni) cadendo a terra sono successivamente dispersi soprattutto da insetti tipo formiche (disseminazione mirmecoria). In questo tipo di piante avviene anche un altro tipo di dispersione: zoocoria. Infatti gli uncini delle brattee dell'involucro (se presenti) si agganciano ai peli degli animali di passaggio disperdendo così anche su lunghe distanze i semi della pianta. Inoltre per merito del pappo (se presente) il vento può trasportare i semi anche a distanza di alcuni chilometri (disseminazione anemocora).

## Distribuzione e habitat
La specie di questa voce è distribuita in Australia.

## Sistematica
La famiglia di appartenenza di questa voce (Asteraceae o Compositae, nomen conservandum) probabilmente originaria del Sud America, è la più numerosa del mondo vegetale, comprende oltre 23.000 specie distribuite su 1.535 generi, oppure 22.750 specie e 1.530 generi secondo altre fonti (una delle checklist più aggiornata elenca fino a 1.679 generi). La famiglia attualmente (2021) è divisa in 16 sottofamiglie; la sottofamiglia Asteroideae è una di queste e rappresenta l'evoluzione più recente di tutta la famiglia.

### Filogenesi
La tribù Inuleae (comprendente le Inulinae) è una delle 21 tribù della sottofamiglia Asteroideae). Da un punto di vista filogenetico, la tribù Inuleae, all'interno della sottofamiglia, fa parte del gruppo "Helianthodae". La sottotribù Plucheinae è caratterizzata da corolle con varie tonalità di rosa, malva o porpora, con stigmi ricoperti di peli acuti, ma senza la caratteristica di avere dei grandi cristalli di ossalato nelle cellule dell'epidermide dell'achenio.
La sottotribù è divisa in vari subcladi. Il genere della specie di questa voce appartiene ad un clade interno (il "core" della sottotribù ) formato dai generi Coleocoma, Cylindrocline, Epaltes, Karelinia, Laggera, Pluchea, Porphyrostemma, Sphaeranthus, Streptoglossa e Tessaria.
I caratteri distintivi della specie  Coleocoma centaurea  sono:
- i capolini sono grandi;
- l'involucro è ampio e ottuso.